# Basilobelba foliata
Basilobelba foliata är en kvalsterart som beskrevs av Hammer 1982. Basilobelba foliata ingår i släktet Basilobelba och familjen Basilobelbidae. Inga underarter finns listade.